# 華富里

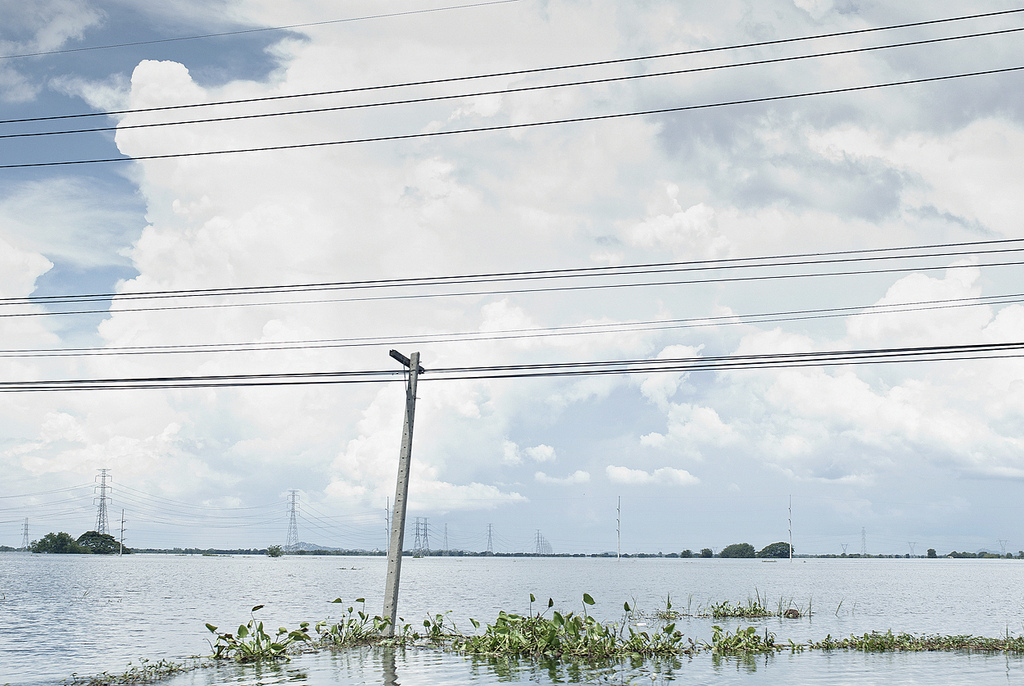
2011年水災

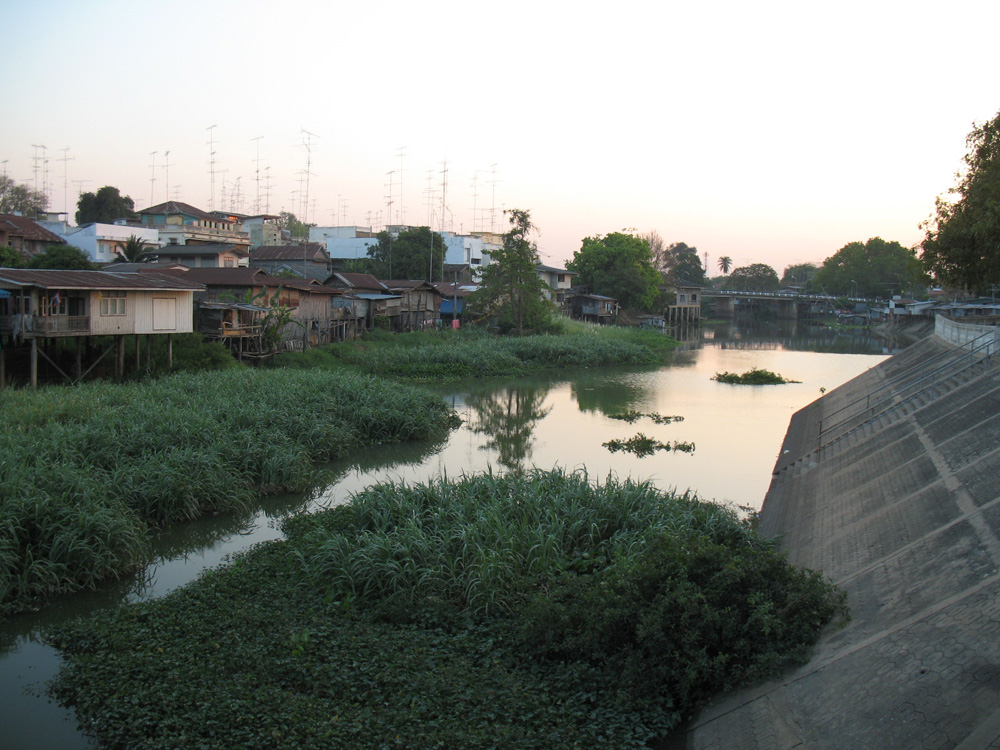
華富里河

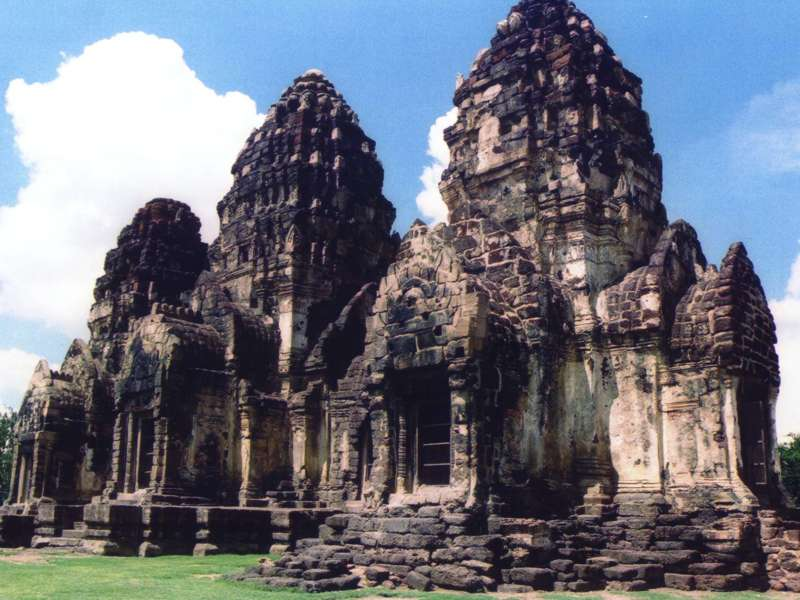
三峰塔為華富理的地標建築物

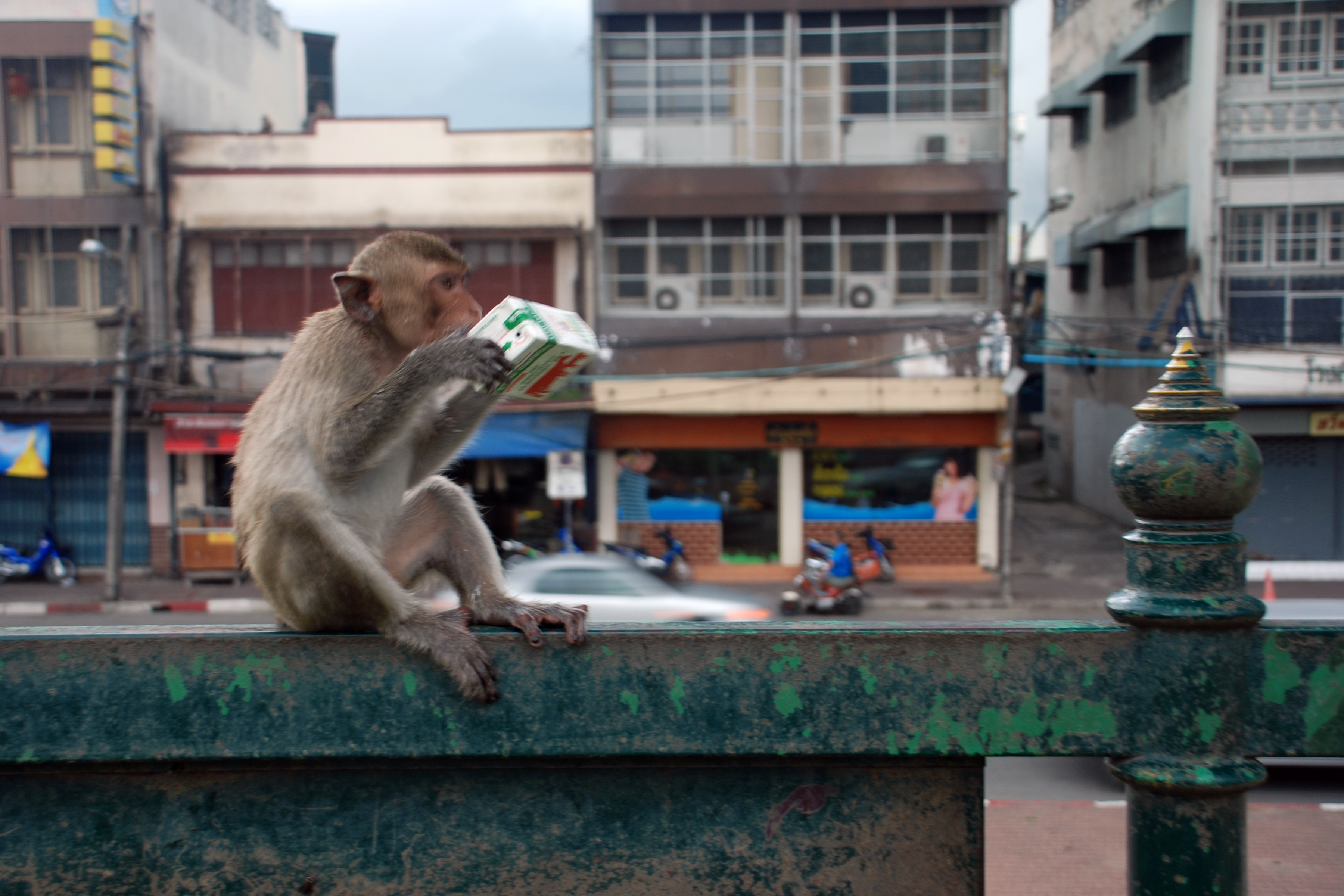
華富里的彌猴

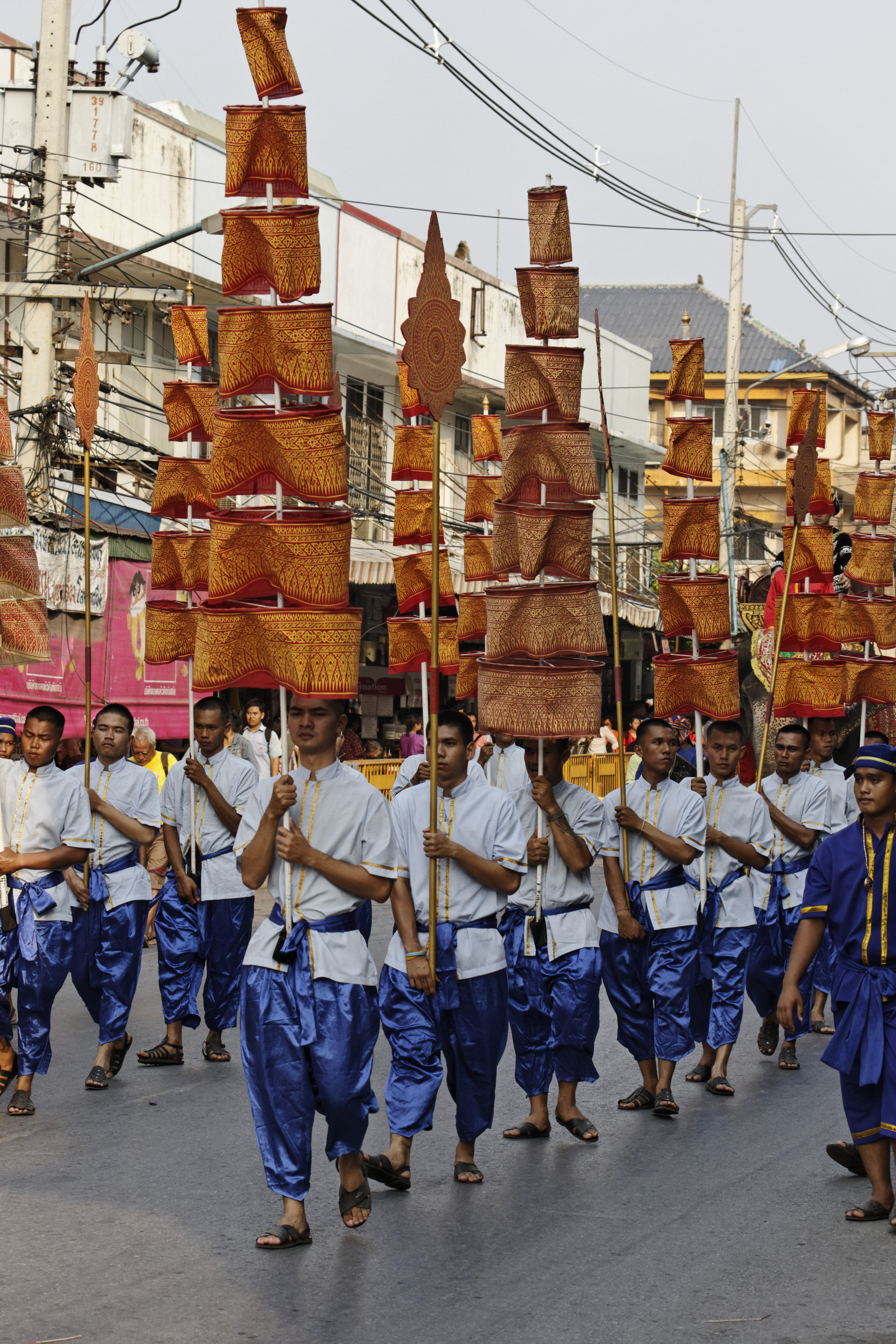
節慶

華富里，是泰國華富里府的府治城市，亦是該府的最大市鎮，位於曼谷東北方129（80英里）:117-118。